# Storie di Diana (Domenichino)

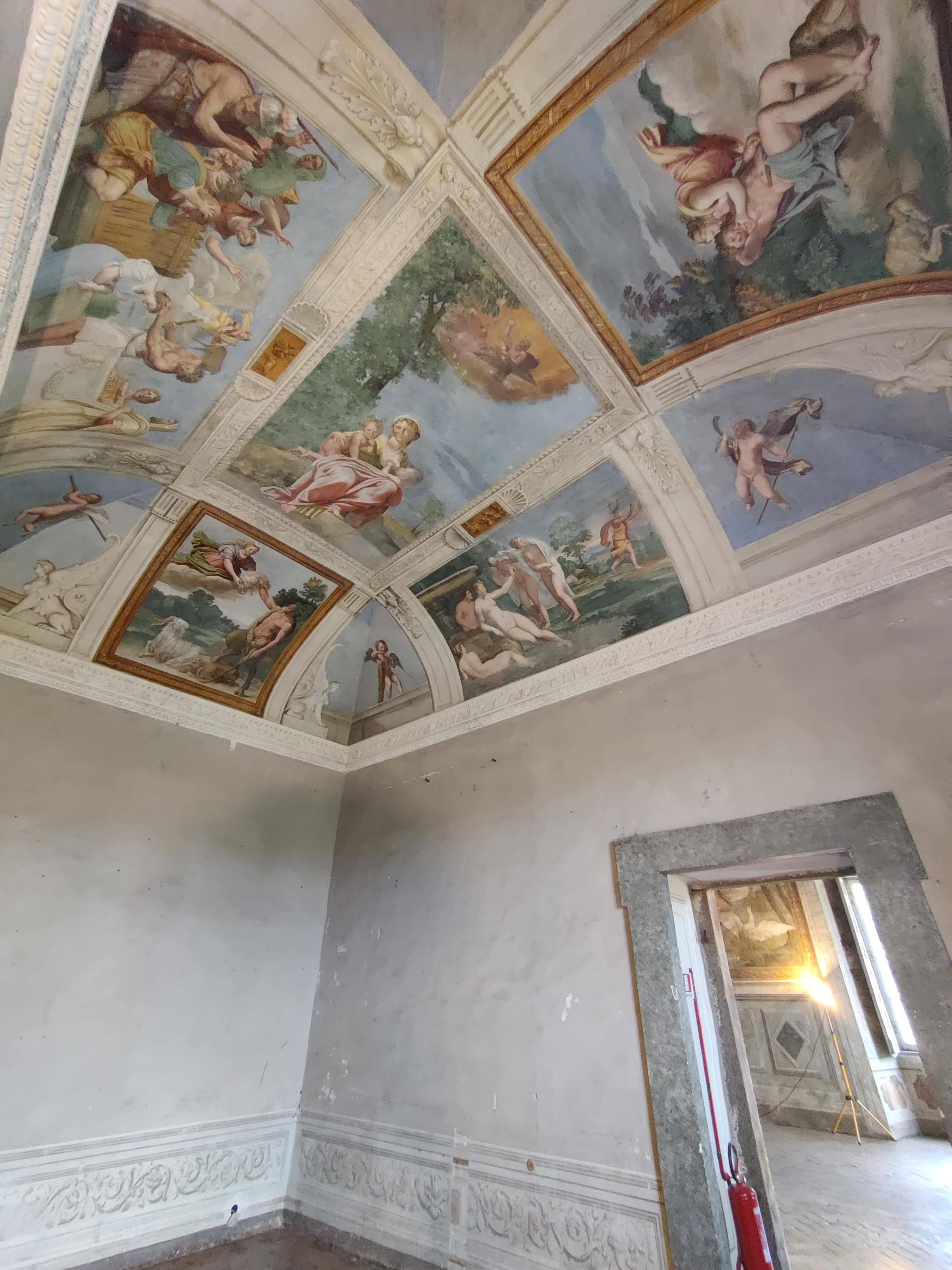
Vista del Camerino di Diana con gli affreschi del Domenichino sulla volta

Le Storie di Diana sono un ciclo di affreschi datato 1609 del Domenichino, compiuto nella volta e nelle pareti della sala omonima di villa Giustiniani a Bassano Romano.

## Storia e descrizione
Il marchese Vincenzo Giustiniani, che assieme al fratello, il cardinale Benedetto, trovò a Roma le sue fortune economiche, acquistò nel 1595 il palazzo di Bassano Romano come residenza estiva. Tra il 1607 e il 1609 per volere del marchese stesso furono avviati importanti lavori di ampliamento dell'edificio sull'ala est, dove saranno commissionati due dei cicli di affreschi più importanti dell'edificio in due sale attigue tra loro, quella di Diana, che prenderà il nome proprio dal tema rappresentato nella volta, e la cosiddetta Galleria, affidate rispettivamente al Domenichino e a Francesco Albani.
Il pittore completò l'intero ciclo nell'estate del 1609. Il soggetto raffigurato era quello tipico di una residenza di campagna nobiliare, ossia quello delle Storie di Diana, dea della caccia, diletto tra i principali del marchese Vincenzo Giustiniani nella tenuta di Bassano.
La volta è divisa in nove scomparti: al centro sono Latona con sulle ginocchia i figli Diana e Apollo (che identificano rispettivamente la Luna e il Sole), mentre intorno sono quattro episodi della dea, Diana e Atteone, Sacrificio di Efigenia, Diana e Pan e Diana ed Endimione. Agli angoli, infine, sono quattro putti alati con simboli della caccia (corno, frecce, bastone, cane da caccia).

## Scene
| N. | Immagine | Titolo                                          |
| -- | -------- | ----------------------------------------------- |
| 1  |          | Diana e Apollo seduti sulle ginocchia di Latona |
| 2  |          | Putto con frecce                                |
| 3  |          | Diana e Atteone                                 |
| 4  |          | Putto con corno                                 |
| 5  |          | Diana e Endimione                               |
| 6  |          | Sacrificio di Ifigenia                          |
| 7  |          | Putto con cane                                  |
| 8  |          | Diana riceve il vello da Pan                    |
| 9  |          | Putto con bastone                               |